# Maxův potok
Maxův potok je malý vodní tok ve východních Krkonoších.
Svůj název nese po kladském podnikateli Maxovi Hirchovi, který horskou boudu stojící nedaleko pramene věnoval Krkonošskému spolku. Bouda stávající asi 400 metrů severně od pramene nesla rovněž jeho jméno. Vrchní část vyhořela po roce 1945, dochované sklepní prostory využívá horská služba jako sklad, na jejich střeše byla zřízena vyhlídka.

## Průběh toku
Upravený pramen Maxova potoka, též nazývaný Rýchorská studánka, se nachází asi 200 metrů jižně od Rýchorské boudy. Přímo kolem něj prochází zeleně značená trasa KČT 4212 od Rýchorské boudy do Svobody nad Úpou. Téměř po celou dobu velmi prudce padá západním směrem z hřebenu Rýchor k Hornímu Maršovu. Během svého krátkého přibližně dvoukilometrového toku klesá téměř o 400 metrů. Pouze v závěrečné několikasetmetrové fázi se spád poněkud zmírňuje a asi půl kilometru jižně od centra Horního Maršova se Maxův potok zleva vlévá do Úpy. Téměř celá délka toku se nachází na území Krkonošského národního parku, soutok s Úpou pak v jeho ochranném pásmu.
Kromě několika desítek metrů pod pramenem, kde potok teče horskou loukou, a úplným závěrem, kdy krátce protéká zástavbou obce, teče potok lesem.
Podél toku nevede žádná významnější cesta nebo pěšina, potok pouze příčně překonává několik vrstevnicových lesních cest.
Potok nemá žádné významnější přítoky. V horní části toku je vodárenské zařízení.